# Preis der Tagesspiegel-Leserjury

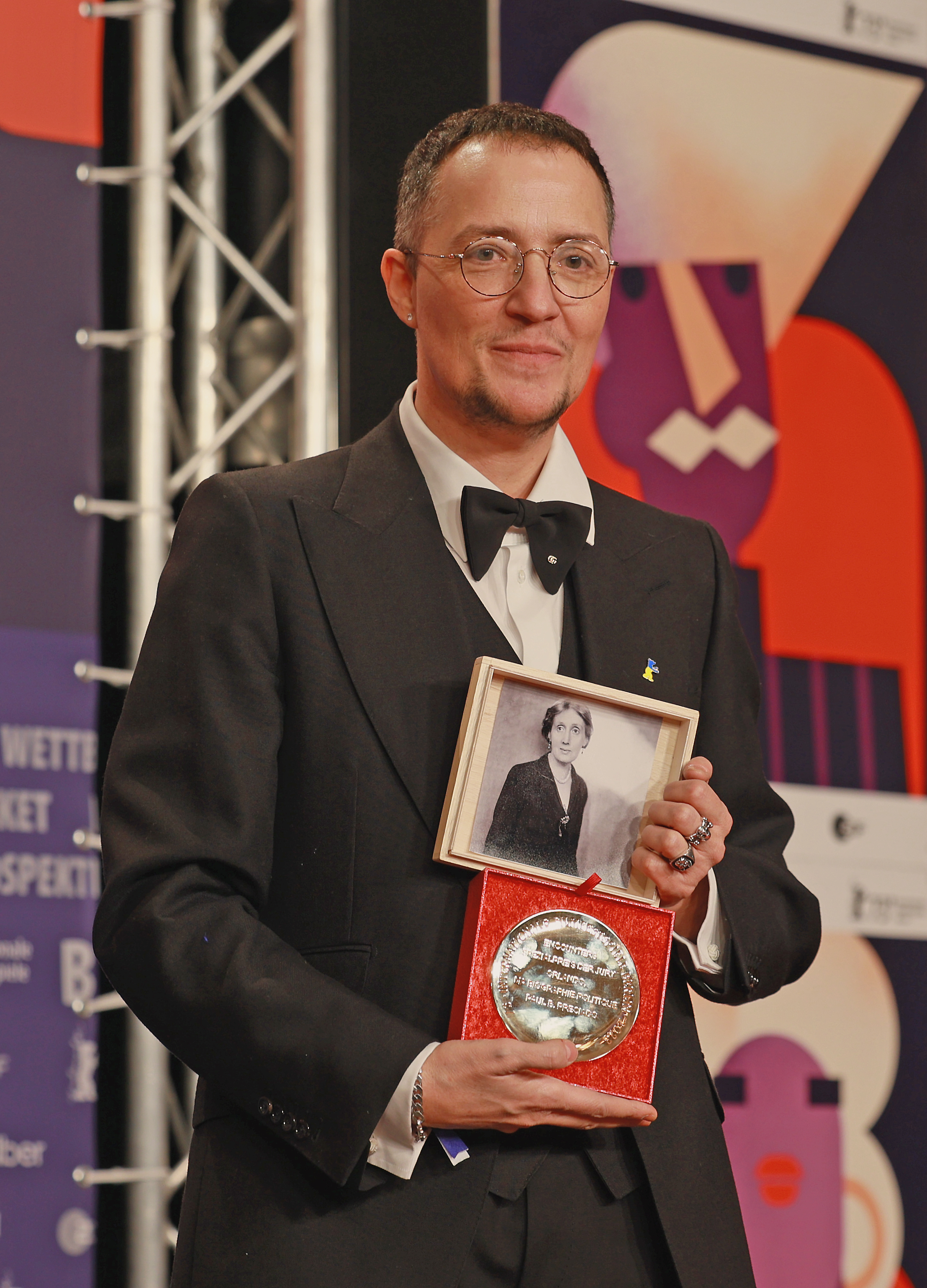
Preisträger 2023: Paul B. Preciado für Orlando, ma biographie politique (hier mit dem separat vergebenen Spezialpreis der offiziellen Encounters-Jury)

Der Preis der Tagesspiegel-Leserjury (auch Preis der Leser*innenjury des Tagesspiegel; früher auch als Leserpreis des Tagesspiegel bekannt) ist eine Auszeichnung, die seit 2023 im Rahmen der Internationalen Filmfestspiele Berlin an einen Film aus der Wettbewerbssparte Encounters vergeben wird. Eine unabhängige siebenköpfige Jury, eingesetzt aus Lesern der Berliner Tageszeitung Tagesspiegel, ehrt dabei den aus ihrer Sicht besten Beitrag der Sektion.
Von 2007 bis 2020 wurde der Preis aus Jurysicht an den besten Beitrag der Sektion Forum vergeben. Im Jahr 2011 war die Auszeichnung mit einem Preisgeld von 3000 Euro dotiert. In den Jahren 2021 bis 2022 wurde aufgrund der COVID-19-Pandemie und den damit verbundenen Einschränkungen während des Festivals keine Preisvergabe organisiert.

## Preisträger
| Jahr                                         | Originaltitel                                     | Deutscher Titel                                | Regie                                            |                                           |
| Bester Film der Sektion Forum (2007–2022)    | Bester Film der Sektion Forum (2007–2022)         | Bester Film der Sektion Forum (2007–2022)      | Bester Film der Sektion Forum (2007–2022)        | Bester Film der Sektion Forum (2007–2022) |
| -------------------------------------------- | ------------------------------------------------- | ---------------------------------------------- | ------------------------------------------------ | ----------------------------------------- |
| 2007                                         | Heimatklänge                                      | Heimatklänge                                   | Stefan Schwietert                                |                                           |
| 2008                                         | Liu lang shen gou ren                             | God Man Dog                                    | Singing Chen                                     |                                           |
| 2009                                         | Hayat Var                                         | k. A.                                          | Reha Erdem                                       |                                           |
| 2010                                         | Winter’s Bone                                     | Winter’s Bone                                  | Debra Granik                                     |                                           |
| 2011                                         | Nesvatbov                                         | k. A.                                          | Erika Hníková                                    |                                           |
| 2012                                         | La demora                                         | k. A.                                          | Rodrigo Plá                                      |                                           |
| 2013                                         | Vaters Garten – Die Liebe meiner Eltern           | Vaters Garten – Die Liebe meiner Eltern        | Peter Liechti                                    |                                           |
| 2014                                         | Zamatoví teroristi                                | k. A.                                          | Peter Kerekes, Ivan Ostrochovský, Pavol Pekarcik |                                           |
| 2015                                         | Flotel Europa                                     | k. A.                                          | Vladimir Tomic                                   |                                           |
| 2016                                         | Nikdy nejsme sami                                 | k. A.                                          | Petr Václav                                      |                                           |
| 2017                                         | Mama Colonel                                      | Mama Colonel                                   | Dieudo Hamadi                                    |                                           |
| 2018                                         | L’empire de la perfection                         | k. A.                                          | Julien Faraut                                    |                                           |
| 2019                                         | Monștri.                                          | k. A.                                          | Marius Olteanu                                   |                                           |
| 2020                                         | Chico ventana también quisiera tener un submarino | Window Boy Would Also Like to Have a Submarine | Alex Piperno                                     |                                           |
| 2021– 2022                                   | Preis nicht vergeben                              | Preis nicht vergeben                           | Preis nicht vergeben                             |                                           |
| Bester Film der Sektion Encounters (ab 2023) |                                                   |                                                |                                                  |                                           |
| 2023                                         | Orlando, ma biographie politique                  | Orlando, meine politische Biographie           | Paul B. Preciado                                 |                                           |
| 2024                                         | Une famille                                       | Une famille                                    | Christine Angot                                  |                                           |
| 2025                                         | The Swan Song of Fedor Ozerov                     | k. A.                                          | Yuri Semashko                                    |                                           |